# Molí d'Orriols (Castellar de n'Hug)
Molí d'Orriols és un molí fariner del municipi de Castellar de n'Hug (Berguedà) que forma part de l'Inventari del Patrimoni Arquitectònic de Catalunya.

## Descripció
És un molí fariner ubicat al costat d'una riu. És de planta quadrada amb coberta a dues aigües de teula àrab amb el carener perpendicular a la façana de llevant. Està estructurat en planta baixa i tres pisos superiors. Les obertures són de grans dimensions, allindanades i disposades de forma aleatòria, amb llindes monolítiques de grans dimensions. Al lateral hi ha un petit cos annex poc sobressortint, amb dos pisos d'alçada i murs arrebossats. A la planta baixa hi havia les instal·lacions del molí pròpiament dit, les moles, el carcau, el rodet, etc. i la resta era habitatge.

## Història
Construït a finals del s. XVII o principis del s. XVIII, és el primer molí fariner del riu Llobregat, prop del naixement a les fonts del Llobregat i també proper a l'antiga fàbrica, avui desapareguda. Es mantingué actiu fins als primers anys del s. XX.